# 脂質降下薬
脂質降下薬（ししつこうかやく、英: LLD, 英: lipid lowering drug, 英: hypolipidaemic agent）は、脂質異常症に用いる医薬品あるいは栄養素である。
HMG-CoA還元酵素阻害剤（スタチン）、フィブラート系薬剤、陰イオン交換樹脂（レジン）、プロブコールなどがある。また、魚油に多いEPAやDHA、植物ステロール、ビタミン剤（ニコチン酸、ビタミンE）にも、日本の健康保険上の適応を持つ製剤がある。

## 個々の薬の説明
- スタチン(英: Statin) — 肝細胞のHMG-CoA還元酵素を阻害し、細胞内コレステロール含量を減らしLDL受容体を up regulation （受容体の増加）させて、血液からのコレステロール取り込みを図る。
- フィブラート系薬剤(英: Fibrate) — 核内受容体のPPAR-α(英: Peroxisome proliferator-activated receptor alpha)に作用して、脂質合成に関わる蛋白の合成を制御する。また、リポタンパク質リパーゼ（LPL、英: Lipoprotein lipase）の発現を増やし、血管内皮でのVLDLやカイロミクロンの異化を促進させる。ベザフィブラート（英: Bezafibrate、商品名ベザトールSR）、フェノフィブラート（英: Fenofibrate、商品名リピディル）、ペマフィブラート（商品名パルモディア）がある。
- レジン(英: Bile acid sequestrants (resins) ) — 一番歴史がある。体内に吸収されないという意味では安全性が高いので、思春期や妊娠を予定した家族性高脂血症患者にも安心して使用できる。最初に脂質低下療法が虚血性心疾患の予防につながることが証明された治験 LRC-CTTP (Lipid Research Clinics Coronary Primary Prevention Trial) で用いられた薬である。コレステロールは胆汁で排泄されるが回腸末端まで流れる間に再吸収される（腸肝循環）。再吸収を阻害して便中に排泄すればコレステロール値は下がる。さらに、LDL受容体を up regulation させて、血液からのコレステロール取り込みが増す。コレスチミド（商品名コレバイン）。
- プロブコール(英: Probucol) — 作用機序がまだはっきりしないがスカベンジャー受容体の一種でHDLの取り込みにも携わる SR-BI (scavenger receptor class B type I) 受容体の発現を増やし、HDLの異化をすることでコレステロール逆転送回路を活性化させるといわれる。コレステロール低下度以上に、動脈硬化巣の退縮がみられる。抗酸化作用もあるとされている。商品名はシンレスタール、ロレルコ。
- エゼチミブ(英: Ezetimibe) — 商品名「ゼチーア」（当初は「ゼチア」を予定）。小腸の上皮細胞管腔側に発現するNPC1L1( Niemann-Pick C1 Like 1)を阻害し、コレステロールおよび植物ステロールの吸収をプラセボに比べ58%抑制する。容積の多い呑みにくいレジンと違い小さな錠剤で、スタチンとの合剤も開発されている。
- ロミタピド — 商品名「ジャクスタピッド」。適応は「ホモ接合体家族性高コレステロール血症」。ミクロソームトリグリセリド転送タンパク質（MTP）を阻害する。MTPは肝細胞および小腸上皮細胞に多く発現し、トリグリセリドをアポタンパクBへ転送することで、肝臓では超低比重リポタンパク（VLDL）、小腸ではカイロミクロンの形成に関与している。ロミタピドは、小胞体内腔に存在するMTPに直接結合することで、肝細胞および小腸細胞内においてトリグリセリドとアポタンパクBを含むリポタンパク質の会合を阻害する。その結果、肝細胞のVLDLや小腸細胞のカイロミクロンの形成が阻害され、LDL-C値が低下するとされている[1]。
- アリロクマブ — 商品名「プラルエント」。適応は「家族性高コレステロール血症」と「コレステロール血症」で、「心血管イベントの発現リスクが高い」「HMG-CoA還元酵素阻害剤で効果不十分、又はHMG-CoA還元酵素阻害剤による治療が適さない」の両者を満たす場合に投与される。前駆蛋白変換酵素サブチリシン/ケキシン9（PCSK9）を阻害するモノクローナル抗体。
- エボロクマブ — 商品名「レパーサ」。適応は「家族性高コレステロール血症」と「コレステロール血症」で、「心血管イベントの発現リスクが高い」「HMG-CoA還元酵素阻害剤で効果不十分、又はHMG-CoA還元酵素阻害剤による治療が適さない」の両者を満たす場合に投与される。前駆蛋白変換酵素サブチリシン/ケキシン9（PCSK9）を阻害するモノクローナル抗体。
- 魚油 — 転写因子である SREBP-1 （ステロール調節エレメント結合タンパク質-1）を介して脂肪酸合成を抑制する。またPUFA（多価不飽和脂肪酸）として代謝されPGI3（プロスタグランジンI3）になり抗血小板作用をあらわす。粥種破綻に伴う血栓の予防や慢性閉塞性動脈硬化症における血行改善という効用もあわせもつ。魚は旬があり産地や季節でその脂肪組成は大きく変わり、摂りたくないコレステロールを多く含むトロなどの食材もある。製剤としてはイワシを精製したEPA（エイコサペンタエン酸、商品名エパデール）があり、日本で行われたJELIS試験で虚血性心疾患の再発予防効果が確認された。同じ成分をつかった特定保健用食品（トクホ）も販売されている。
- 植物ステロール — コメ油のγ-オリザノールなど。腸肝循環する胆汁のミセルにとけ込み、動物性脂質であるコレステロールの腸管での取り込みを競合阻害するのでコレステロール値が低下する。医薬品としても販売されているが、特定保健用食品（トクホ）として活用されている。
- ニコチン酸 — 商品名としてペリシット（一般名：ニセリトロール）などがある。レジンやスタチンに併用する例が最近では多い。他の薬では下がらないLp(a)（英: Lipoprotein(a)、リポタンパク質(a)、リポ蛋白スモールエー）を若干下げる。ニコチン酸とニコチン酸アミドの総称をナイアシン（ビタミンB3）という。
- ビタミンE — 大量投与による動物実験例やコホートでの食事調査によると動脈硬化症を改善するとされるがMicroHOPEやHPSといった前向き試験では有用性が示されなかった。HOPE-TOOでは心不全が増加したという却って悪い結果も報告されている。
- オルリスタット — 中枢神経系に作用しない肥満治療薬。ロシュからはXenical（ゼニカル）、グラクソ・スミスクラインからはAlli（アライまたはアリ）の商品名で販売されている。
- セチリスタット - オルリスタット同様、リパーゼによる脂質分解を阻害する。商品名はオブリーン。

### 日本未承認・開発中
- ISIS 301012(英: Mipomersen) — コレステロールを運ぶのに必要なApo-Bの合成を阻害するのに、アンチセンスRNA(英: Antisense RNA)を用いる。

### 治験・開発中止
- ラパキスタット（一般名：lapaquistat acetate） — HMG-CoA還元酵素の下流にある「スクアレン合成酵素」を抑制し、細胞内のコレステロール含量を減らしLDL受容体を up regulation させて、血液からのコレステロール取り込みを図る。2008年3月28日開発中止。
- CETP阻害薬（英: CETP inhibitor） — リポタンパク質のLDLとHDLの間でコレステロールを交換するCETPを阻害し、HDLコレステロールを増やす薬。ファイザーのトルセトラピブ (torcetrapib) は血圧が上がり心血管事故が増え、投与群の方が死亡（トルセトラピブとリピトールの併用群82例対リピトール群51例、各群約7500名）が多かったので2006年（平成18年）12月開発が中止された。類薬に日本たばこのJTT-705（開発中止）、メルクのMK-0859、イーライ・リリーのLY2484595がある。
- PPARα/γアゴニスト — ブリストル・マイヤーズ スクイブのムラグリタザール (英: Muraglitazar) (Pargluva) はインスリン抵抗性を改善するPPARγと中性脂肪を下げるPPARαの両方を働きを期待されたが、PPARγ選択的な経口血糖降下薬ロシグリタゾンが死亡および心血管イベントを増加させた事を理由に治験中止された。

## 適応
脂質異常症。主に中性脂肪に効くEPAやフィブラートと、LDLコレステロールを低下させるスタチンやレジンがあり、最近認可を受けたスタチンでは高コレステロール血症のみ適応が通っている場合があるので使用では留意する。

## 副作用
- 横紋筋融解症 — スタチンとフィブラートにみられる。特に併用時や腎機能低下例では留意が必要である。甲状腺機能低下症に伴う高脂血症では甲状腺機能低下症でも筋源性酵素 (CK, GOT, LDH) の上昇をみる。
- 催奇性 — スタチンにみられる。HMG-CoA還元酵素ホモ接合体ノックアウトマウスは妊娠せず胎児が吸収される。胎盤をコレステロールは通過せず胎児はすべて自分で合成したコレステロールで発育を賄う。
- 耐糖能低下、顔面紅潮 — ニコチン酸。
- 瘙痒感 — レジン、ニコチン酸。
- 心電図異常（QT異常） — プロブコール。
- 腸閉塞 — レジン。便秘などで出るべき薬が排泄されなければ腸管内圧が上がる。
- 窒息 — レジン。誤嚥した場合、気管内で薬が膨潤して閉塞機序につながる。
- 低血糖 — フィブラート。インスリン抵抗性が改善するため。特に、経口血糖降下薬を併用していれば薬効が高まり低血糖がみられることがある。

## 禁忌
- 高度腎機能低下 — スタチンとフィブラート
- 腸閉塞、腹部手術後 — レジン

## 治療の実際

### 高LDL-C血症
HMG-CoA阻害薬であるスタチン系の使い方を中心に述べる。まずは高LDL血症をみたら、甲状腺機能低下症、ネフローゼ症候群、ステロイドの使用の除外を行う。これらによる二次的な増加は原疾患のコントロールが優先される。特に甲状腺機能低下症に注意が必要である。高LDL血症の治療方針は急性冠症候群の一次予防か二次予防か、冠疾患のリスクファクターの該当数によって大きく異なる。一次予防で考慮する冠疾患リスクファクターは6つある。加齢（男性ならば45歳以上、女性ならば55歳以上）、高血圧、糖尿病（耐糖能異常を含む）、喫煙、冠動脈疾患の家族歴、低HDL-C血症（HDL-C<40mg/dl）がリスクファクターである。リスクファクターの該当数が0個ならばⅠ（低リスク群）となりLDL<160mg/dl、2個以内ならばⅡ（中リスク群）となりLDL<140mg/dl、3個以上ならばⅢ（高リスク群）となりLDL<120mg/dlにコントロールする。すでに急性冠症候群を起こしている場合は主要冠危険因子数に関係なくLDL<100mg/dlにコントロールするようにする。一般に血清LDL-C濃度は食事時間に依存しないため随時採血で十分である。まずは生活習慣の改善を行い、目標値よりも50mg/dl以上大きければストロングスタチンと言われるリピトール （Lipitor）、リバロ、クレストールといったものを用いて、目標値より30mg/dl以下の場合はスタチンであるメバロチンやリポバスを使用する。薬物相互作用が気になる場合はメバロチン、リバロが選択されることが多い。相互作用はマクロライド系抗菌薬、アゾール系抗真菌薬、カルシウム拮抗薬など多岐にわたる。
| 物質名           | 商品名       | 用量（mg/day） | 性質   | 腎排泄 | 半減期（hr） | チトクロムP450   | 薬物相互作用 | 強度 |
| ---------------- | ------------ | -------------- | ------ | ------ | ------------ | ---------------- | ------------ | ---- |
| プラバスタチン   | メバロチン   | 5～20          | 水溶性 | 60%    | 1.8          | なし             | 少ない       | 弱い |
| シンバスタチン   | リポバス     | 2.5～20        | 脂溶性 | 13%    | 2            | CYP3A4           | 多い         | 弱い |
| フルバスタチン   | ローコール   | 10～60         | 脂溶性 | 6%     | 0.9          | CYP2C9           | 多い         | 弱い |
| アトルバスタチン | リピトール   | 5～40          | 脂溶性 | 2%     | 13～16       | CYP3A4           | 多い         | 強い |
| ピタバスタチン   | リバロ       | 1～4           | 脂溶性 | <2%    | 10           | CYP3A4(ごく軽度) | 少ない       | 強い |
| ロスバスタチン   | クレストール | 2.5～20        | 水溶性 | 10%    | 20           | なし             | 少ない       | 強い |

スタチン単独で目標のLDL値に達しない場合は併用薬を用いる。小腸コレステロールトランスポーター阻害薬であるエゼチミブ（ゼチーア）10mg 1×やレジン（陰イオン交換樹脂）であるコレスチミド（コレバイン）などが用いられることが多い。レジンを使用する場合は併用薬の吸収を阻害するため、併用薬はレジン内服の1時間以上前または4時間以降に内服となる。スタチン内服後も高TG血症がある場合はイコサペント酸エチル Ethyl eicosapentaenoic acid （EPA）であるエバデールS600 3C3×を使用する。
重大な副作用としては肝障害と骨格筋障害が知られている。筋肉痛といった症状が出現することが多く、筋炎や横紋筋融解症は極めて稀である。筋疾患や甲状腺機能低下症が認められる場合は横紋筋融解症のリスクが高まるため注意が必要である。高齢者や肝機能障害、腎機能障害がある場合も注意が必要である。

### 高トリグリセリド血症
高トリグリセリド血症（高TG血症）/英: HypertriglyceridemiaはTG<150mg/dlを治療目的とする。高LDL血症（高LDLコレステロール血症）と合併した場合は高LDL血症を治療することが多い。しかしTG≧500mg/dlの場合は急性膵炎防止のため高TG血症から治療することもある。高TG血症の治療はフィブラート(英: Fibrate)がよく用いられる。フィブラートには善玉コレステロール（高比重リポタンパク、英: HDL-C）を増加させる作用もある。肝障害、横紋筋融解症のリスクがあり、そのリスクは腎機能障害時に増悪する。また胆汁へのコレステロールが排出を促すため、胆石症を起こすことがあり、既往がある場合は注意が必要である。またSU剤やワーファリンとの相互作用も知られている。フェノフィブラート（英: Fenofibrate、リピディル、トライコアなど）とベザフィブラート（英: Bezafibrate、ベサトールSR、ベザリップなど）が知られている。フェノフィブラートは尿酸低下作用もあるが、一過性の肝機能障害を起こしやすく、肝障害のある患者では避けられる傾向がある。その他ニコチン酸、パンテチンも用いられることがある。
フィブラートとスタチンの併用は横紋筋融解症のリスクが高く、腎機能障害時は禁忌となる。フィブラートは耐糖能異常改善作用があるため糖尿病の治療に応用されることもある。